# Тополинська сільська рада (Україна)
| Тополинська сільська рада — колишній орган місцевого самоврядування у Нікольському районі Донецької області з адміністративним центром у с. Тополине. Сільській раді підпорядковані населені пункти: - с. Тополине - с. Криничне - с. Первомайське - с. Перемога - с. Шевченко |

## Склад ради
Рада складається з 16 депутатів та голови.

## Керівний склад сільської ради
| ПІБ                         | Основні відомості                                                         | Дата обрання | Дата звільнення |
| --------------------------- | ------------------------------------------------------------------------- | ------------ | --------------- |
| Шуліка Олександр Михайлович | Сільський голова, 1981 року народження, освіта, безпартійний              | 26.03.2006   | 31.10.2010      |
| Галла Костянтин Георгійович | Сільський голова, 1959 року народження, освіта вища, член Партії регіонів | 31.10.2010   |                 |

Примітка: таблиця складена за даними джерела